# 김홍준 (1915년)
김홍준(金洪俊, 일본식 이름: 金澤洪一가네자와 고이치, 1915년 7월 18일 ~ 1946년 9월 26일)은 일제강점기의 군인으로, 본적은 경상북도 상주시이다.

## 생애
1936년 4월 만주국 중앙육군훈련처(봉천군관학교) 제5기로 입학한 뒤 제1구대에서 훈련을 받았으며 1937년 9월 학교를 졸업했다. 1937년 11월 27일 소위로 임관된 뒤부터 보병 제30단에서 근무했다. 1939년 일제가 항일 무장 세력을 탄압하기 위해 창설한 특수 부대인 간도특설대에서 주요 간부로 복무했고 1941년 3월 3일 만주국군 중위로 진급했다.
1943년 9월 15일 러허 성(열하성)에서 팔로군 토벌 임무를 수행한 공로를 인정받아 만주국 정부로부터 훈5위 경운장(景雲章)을 받았다. 1944년 3월을 전후하여 간도특설대 기박련장(중대장)으로 복무하는 동안 러허 성(열하성) 유수림자(楡樹林子) 일대에서 진행된 항일 무장 부대 토벌 활동에 참가했다. 광복 이후에는 남조선국방경비대 총사령부에서 근무했지만 1946년 9월 26일 교통사고로 사망했다. 대한민국 국방경비대총사령부 근무 경력을 인정받아 국립묘지 안장 자격을 얻었다.
만주국이 세운 간도특설대에서 항일무장세력을 소탕하는 데 가담해 민족문제연구소의 친일인명사전 수록자 명단의 군 부문과 친일반민족행위진상규명위원회가 발표한 친일반민족행위 705인 명단에 포함되었다.

## 참고자료
- 친일반민족행위진상규명위원회 (2009). 〈김홍준〉. 《친일반민족행위진상규명 보고서 Ⅳ-4》. 서울. 678~697쪽.
- 민족문제연구소 (2009). 〈김홍준〉. 《친일인명사전 1 (ㄱ ~ ㅂ)》. 서울. 706쪽.